# Spiros Xénos
Spiros George Xénos, född 11 juni 1881 i Aten, död 21 januari 1963 i Göteborg, var en grekisk-svensk målare och tecknare. 
Han var son till köpmannen Georg Xénos och gift första gången 1911 med Elin Reis (sondotter till Aron von Reis) och andra gången från 1927 med Ester Elena Håkansson. Xénos studerade sex år vid konstakademien i Aten och vann 1903 det grekiska Prix de Rome med målningen Olympisk segrare. För sina vinst- och stipendieutdelningar fortsatte han sina studier under tre år vid Akademie der Bildenden Künste München och under studieresor till Frankrike. Han bosatte sig i Paris 1907 och var en livlig deltagare i de teoretiska diskussionerna på konstnärskrogarna i staden. Han bosatte sig tillsammans med sin fru i Göteborg 1913 men på grund av första världskriget kunde han inte återvända och när gränserna väl öppnades efter kriget var han en acklimatiserad Göteborgare. Han fascinerades av det svenska landskapet. om  målarens fascination av det svenska landskapet och om hans önskan att med utställningar i Grekland skildra det för sina landsmän. Under Paristiden medverkade han i samlingsutställningar på de olika salongerna och han medverkade i ett flertal samlingsutställningar i Göteborg. Hans konst består av stilleben, porträtt och landskapsmålningar. Xénos är representerad vid konstmuseum i Aten, Chalmers tekniska högskola och Handelshögskolan i Göteborg. 
Spiros Xénos lät 1920 uppföra den fortfarande bevarade Villa Athena i Utbynäs villastad. Han är gravsatt på Örgryte nya kyrkogård.